# Quercus microphylla
Quercus microphylla är en bokväxtart som beskrevs av Luis Née. Quercus microphylla ingår i släktet ekar, och familjen bokväxter. Inga underarter finns listade.